# Tracy Adams
Tracy Hall Adams ist ein US-amerikanischer Filmeditor.

## Leben und Karriere
Nachdem Tracy Adams bereits bei seiner Dokumentation Death & Taxes selbständig für den Schnitt verantwortete, blieb er bis 2004 ausschließlich als Schnitt-Assistent unterwegs. Dies war er in Filmen wie The Rock – Fels der Entscheidung, Underworld und The Green Mile. Mit dem Director’s Cut von Riddick: Chroniken eines Kriegers war Adams erstmals bei einer großen Produktion für den Schnitt verantwortlich. Laut eigener Aussage war dies seine erste Chance zu zeigen, was er kann und er musste dabei keinem mehr assistieren (This was my first chance to show my chops. […] From that point on I was editing, no more assisting for me.).
Parallel zum Filmschnitt zeichnete er sich auch für den Schnitt von Werbespots von Gatorade und Nike verantwortlich.

## Filmografie (Auswahl)
- 1993: Death & Taxes
- 1996: The Rock – Fels der Entscheidung (The Rock) (Schnitt-Assistenz)
- 1999: The Green Mile (Schnitt-Assistenz)
- 2003: Underworld (Schnitt-Assistenz)
- 2004: Riddick: Chroniken eines Kriegers (The Chronicles of Riddick) (Schnitt beim Directors Cut)
- 2007: The Flock – Dunkle Triebe (The Flock)
- 2008: Das Königreich der Yan (An Empress and the Warriors; 江山美人)
- 2009: A Perfect Getaway
- 2011: Ohne Limit (Limitless)
- 2013: Riddick: Überleben ist seine Rache (Riddick)
- 2016: Albion: Der verzauberte Hengst (Albion: The Enchanted Stallion)
- 2016: Das Duell (The Duel)
- 2017: The Tribes of Palos Verdes
- 2020: Small Town Wisconsin